# Teruelius magalieae
Espèce
Synonymes
- Grosphus magalieae Lourenço, 2014

Teruelius magalieae est une espèce de scorpions de la famille des Buthidae.

## Distribution
Cette espèce est endémique de la région d'Androy à Madagascar. Elle se rencontre vers Lavanono.

## Description
Le mâle holotype mesure 50,3 mm.

## Systématique et taxinomie
Cette espèce a été décrite sous le protonyme Grosphus magalieae par Lourenço en 2014. Elle est placée dans le genre Teruelius par Lowe et Kovařík en 2019, dans le genre Grosphus par Lourenço, Rossi, Wilmé, Raherilalao, Soarimalala et Waeber en 2020 puis dans le genre Teruelius par Lowe et Kovařík en 2022.

## Étymologie
Cette espèce est nommée en l'honneur de Magalie Castelin.

## Publication originale
- Lourenço, 2014 : « The genus Grosphus Simon, 1880 in South-Western Madagascar, with the description of a new species (Scorpiones, Buthidae). » Zoosystema, vol. 36, no 3, p. 631-645 (texte intégral).